# Kevin Randle
Kevin Douglas Randle (Cheyenne, 4 giugno 1949) è un militare, giornalista e scrittore statunitense.
È molto conosciuto nel campo dell'ufologia per le sue indagini sull'incidente di Roswell.

## Studi
Kevin Randle ha conseguito il Bachelor of Arts in giornalismo all'Università dell'Iowa e successivamente il master e il Ph.D. in psicologia alla California Coast University, quindi ha conseguito un secondo master in arte militare all'American Military University.

## Carriera militare
Entrato nell'Esercito statunitense, Randle ha partecipato alla Guerra del Vietnam come pilota di elicotteri. Dopo questa guerra è entrato nell'Aviazione degli Stati Uniti, dove ha svolto i compiti di ufficiale dei servizi segreti e ufficiale addetto alle pubbliche relazioni. Nel 1991 ha partecipato in Iraq alla Prima guerra del Golfo. Congedatosi con il grado di capitano e posto nella riserva, dopo gli attentati dell'11 settembre 2001 è stato richiamato e si è arruolato nella Guardia Nazionale dell'Iowa come ufficiale dei servizi segreti. La sua unità, inviata in Iraq nel giugno del 2003, è ritornata negli USA nel maggio del 2004, partecipando a diversi conflitti a fuoco, per cui Randle è stato decorato. Nel 2009 Randle si è congedato dalla Guardia Nazionale con il grado di tenente colonnello.

## Attività di giornalista e scrittore
Randle ha iniziato l'attività di giornalista nel 1972, pubblicando un articolo di ufologia per una rivista del settore. In seguito ha proseguito l'attività scrivendo articoli sull'ufologia, sulla guerra in Vietnam e la guerra in Iraq e sulla sua esplorazione delle grotte di Coldwater in Iowa. In totale, Randle ha scritto più di 200 articoli.
Ha iniziato l'attività di scrittore nel 1980, pubblicando il suo primo libro di ufologia. Ha proseguito l'attività scrivendo altri libri di ufologia, misteri, fantascienza, avventura e guerra. Complessivamente, Randle ha pubblicato più di 90 libri, alcuni dei quali con gli pseudonimi di Eric Helm e Steve MacKenzie.

## Attività e posizioni in ufologia
Randle ha cominciato ad interessarsi di ufologia fin dal periodo in cui frequentava la scuola superiore. Fina dagli anni settanta ha indagato su casi di avvistamenti di UFO (alcuni dei quali con documantazioni fotografiche), racconti di rapimenti alieni e casi di mutilazione del bestiame. È diventato famoso occupandosi dell'incidente di Roswell, di cui è considerato uno dei maggiori esperti.
Randle ha riassunto le sue posizioni sull'ufologia in un'intervista rilasciata al giornalista scientifico Robert Sheaffer per la rivista Skeptical Inquirer. Randle ha dichiarato di credere nella realtà dell'UFO crash di Roswell, ma a parte questo caso ritiene che non ci siano elementi credibili per supporre l'insabbiamento di prove riguardanti il ritrovamento di tecnologie ed entità extraterrestri. Per quanto riguarda gli avvistamenti di UFO, pensa che i casi riconducibili all'ipotesi extraterrestre siano in realtà pochissimi. Riguardo ai presunti rapimenti alieni, ritiene che molti di essi si possano spiegare con la paralisi nel sonno e che molti dei sedicenti rapiti siano persone impressionabili e facilmente suggestionabili dagli ipnotisti durante l'ipnosi regressiva. Secondo l'intervistatore Sheaffer, Randle però "dà più peso ai testimoni oculari di quanto non facciano gli scettici".

## Premi, onorificenze e decorazioni
- Combat Action Badge (2008)

## Libri pubblicati
Libri sugli UFO
- The Abduction Enigma (with William P. Cone and Russ Estes) (2000)
- Abductions of the Late 20th Century (with William P Cone and Russ Estes) (1980)
- Case MJ-12: The True Story Behind the Government's UFO Conspiracies (2002)
- Conclusions On Operation Majestic Twelve (1994)
- Conspiracy of Silence: From Roswell to Project Blue Book - What the Government Doesn't Want You to Know about UFOs (1997)
- Crash: When UFOs Fall From the Sky: A History of Famous Incidents, Conspiracies, and Cover-Ups (2010)
- Faces of the Visitors (with Russ Estes) (1997)
- A History of UFO Crashes (1995)
- Invasion Washington: UFOs Over the Capitol (2001)
- The October Scenario: Ufo Abductions, Theories About Them and a Prediction of When They Will Return (1988)
- Project Blue Book Exposed (1998)
- Project Moon Dust: Beyond Roswell - Exposing The Government's Covert Investigations And Cover-ups (1999)
- The Randle Report: UFOs in the '90s (1998)
- Reflections of a UFO Investigator (2012)
- The Report On the Conclusions of the Recent Air Force Analysis of the Roswell Incident (1994)
- The Roswell Encyclopedia (2000)
- The Roswell Report: A Historical Perspective (with Donald R Schmitt) (1991)
- Roswell UFO Crash Update: Exposing the Military Cover-Up of the Century
- Roswell, UFOs and the Unusual
- Scientific Ufology: Roswell and Beyond - How Scientific Methodology Can Prove the Reality of UFOs (2000)
- The Spaceships of the Visitors: An Illustrated Guide to Alien Spacecraft (with Russ Estes) (2000)
- The Truth About the UFO Crash at Roswell (with Donald R. Schmitt) (1997)
- The UFO Casebook (1989)
- UFO Crash at Roswell (with Donald R. Schmitt) (1991)

Fantascienza
- The Exploration Chronicles
  - Signals (2003)
  - Starship (2003)
  - F.T.L. (2004)
  - The Gate (2006)
- Jefferson's War series
  - The Galactic Silver Star (1990)
  - The Price of Command (1990)
  - The Lost Colony (1991)
  - The January Platoon (1991)
  - Death of a Regiment (1991)
  - Chain of Command (1992)
- Galactic MI series
  - Galactic MI (1993)
  - The Rat Trap (1993)
  - The Citadel (1994)
- Operation Roswell (2002)
- Seeds of War series
  - Seeds of War (with Robert Cornett) (1986)
  - The Aldebaran Campaign (with Robert Cornett) (1988)
  - The Aquarian Attack (with Robert Cornett) (1989)
- Star Precinct series
  - Star Precinct (with Richard Driscoll (Ed Gorman)) (1992)
  - Star Precinct 2: Mind Slayer (with Richard Driscoll (Ed Gorman)) (1992)
  - Star Precinct 3: Inside Job (with Richard Driscoll (Ed Gorman)) (1992)
- Global War series
  - Dawn of Conflict (1991)
  - Border Winds (1992)
- Time Mercenaries series
  - Remember the Alamo! (with Robert Cornett) (1986)
  - Remember Gettysburg (with Robert Cornett) (1988)
  - Remember the Little Bighorn (with Robert Cornett) (1990)
- On the Second Tuesday of Next Week

Libri scritti sotto il nome Eric Helm
- Scorpion Squad series
  - Body Count (1984)
  - The Nhu Ky Sting (1984)
  - Chopper Command (1985)
  - River Raid (1985)
- Vietnam: Ground Zero series
  - Dragon's Jaw (1989)
  - Empire (1989)
  - The Fall Of Camp A-555 (1987)
  - Guidelines (1987)
  - Gunfighter (1990)
  - Hamlet (1988)
  - The Hobo Woods (1987)
  - Incident At Plei Soi (1988)
  - The Iron Triangle (1988)
  - MACV (1989)
  - Moon Cusser
  - Payback (1989)
  - P.O.W. (1986)
  - Puppet Soldiers (1989)
  - Recon
  - Sniper (1990)
  - Soldier's Medal (1987)
  - Strike (1989)
  - Tan Son Nhut (1989)
  - Target (1990)
  - Tet (1988)
  - Unconfirmed Kill (1986)
  - Vietnam: Ground Zero (1986)
  - The Ville (1987)
  - Warlord (1990)
  - Warrior (1990)

Libri scritti sotto il nome Steve MacKenzie
- SEALS series
  - Ambush (1987)
  - Blackbird (1987)
  - Desert Raid (1988)
  - Infiltrate (1988)
  - Assault (1988)
  - Sniper (1988)
  - Attack (1989)
  - Stronghold (1989)
  - Treasure (1989)

Altri lavori
- Death Before Dishonor (1987)
- Lost Gold & Buried Treasure: A Treasure Hunter's Guide to 250 Fortunes Waiting to Be Found (1995)
- Once Upon a Murder (with Robert J. Randisi) (1987)
- To Touch the Light (1994)
- Spanish Gold (1990)
- Vampyr? (2010)